# Michelle De Silva
Michelle De Silva, född 21 december 1999, är en svensk friidrottare (kortdistanslöpning) tävlande för Mölndals AIK.

## Karriär
I februari 2024 tog De Silva silver på 60 meter vid inomhus-SM 2024 i Karlstad och noterade ett nytt personbästa på 7,36 sekunder. Efter målgång bröt hon dock armen. Vid SM 2024 i Uddevalla tog hon brons på 100 meter efter ett lopp på 11,54 sekunder. Loppet hade blivit ett nytt personbästa men det var för hög medvind för att räknas som ett nytt rekord.

## Personliga rekord
- 60 meter – 7,36 (Karlstad, 17 februari 2024)[8]
- 100 meter – 11,60 (Uddevalla, 28 juni 2024)[8]
- 200 meter – 24,33 (Göteborg, 23 juli 2022)[8]